# Sytkiwzi
Sytkiwzi (ukrainisch Ситківці; russisch Ситковцы Sitkowzy, polnisch Sitkowce) ist eine Siedlung städtischen Typs in der ukrainischen Oblast Winnyzja mit etwa 2300 Einwohnern (2014).

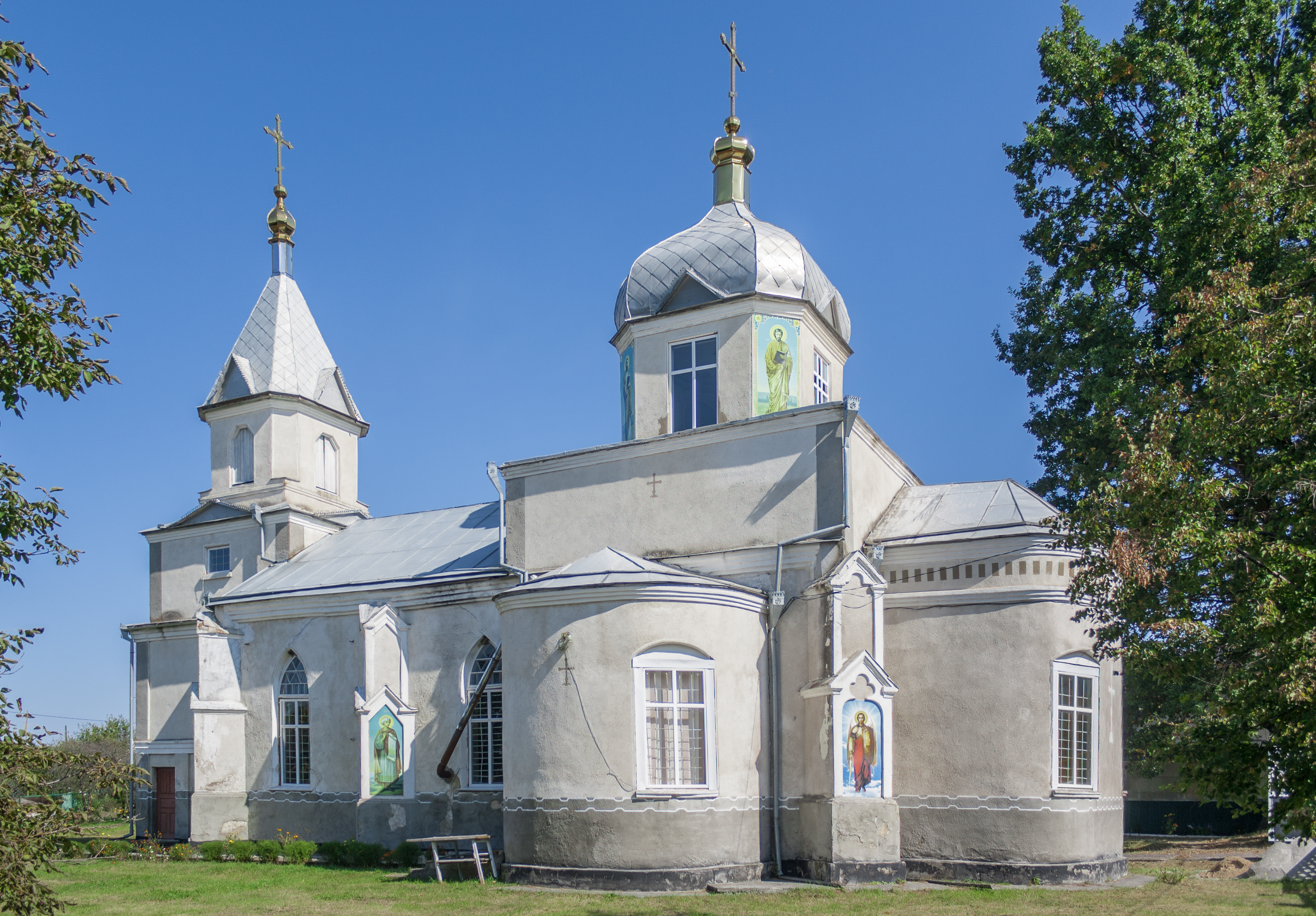
Kirche im Ort

Sytkiwzi besitzt seit 1958 den Status einer Siedlung städtischen Typs.
Die 1545 gegründete Ortschaft liegt am Zusammenfluss von Tscherwona und Powstjanka im Rajon Hajssyn an der Territorialstraße T–02–34 37 km südöstlich des ehemaligen Rajonzentrums Nemyriw und 80 km südöstlich vom Oblastzentrum Winnyzja.
Die Siedlung besitzt einen Bahnhof an der Bahnstrecke Winnyzia–Hajssyn.

## Verwaltungsgliederung
Am 12. Juni 2020 wurde die Siedlung ein Teil der neugegründeten Landgemeinde Rajhorod, bis dahin bildete sie die gleichnamige Siedlungratsgemeinde Sytkiwzi (Ситковецька селищна рада/Sytkowezka selyschtschna rada) im Osten des Rajons Nemyriw.
Am 17. Juli 2020 kam es im Zuge einer großen Rajonsreform zum Anschluss des Rajonsgebietes an den Rajon Hajssyn.